# Tatsuya Murata
Tatsuya Murata (jap. 村田 達哉, Murata Tatsuya; * 8. August 1972 in der Präfektur Tokio) ist ein ehemaliger japanischer Fußballspieler.

## Karriere
Murata erlernte das Fußballspielen in der Jugendmannschaft von Yomiuri. Seinen ersten Vertrag unterschrieb er 1991 bei den Yomiuri. Der Verein spielte in der höchsten Liga des Landes, der Japan Soccer League. Mit Gründung der Profiliga J.League 1992 und der damit verbundenen Neuorganisation des japanischen Fußballs wurde der Yomiuri zu Verdy Kawasaki. 1995 wechselte er zum Zweitligisten Toshiba (Consadole Sapporo). 1997 wurde er mit dem Verein Meister der Japan Football League und stieg in die J1 League auf. Am Ende der Saison 1998 stieg der Verein in die J2 League ab. Für den Verein absolvierte er 126 Spiele. 2001 wechselte er zum Ligakonkurrenten Vegalta Sendai. 2001 wurde er mit dem Verein Vizemeister der J2 League und stieg in die J1 League auf. Für den Verein absolvierte er 52 Spiele. Im Juni 2003 wurde er an den Zweitligisten Omiya Ardija ausgeliehen. Für den Verein absolvierte er 22 Spiele. 2004 kehrte er zum Zweitligisten Vegalta Sendai zurück. Ende 2004 beendete er seine Karriere als Fußballspieler.

## Erfolge
Yomiuri/Verdy Kawasaki
- Japan Soccer League

Meister: 1991/92
- J1 League

Meister: 1993, 1994
- JSL Cup

Sieger: 1991
- J.League Cup

Sieger: 1992, 1993, 1994
- Kaiserpokal

Finalist: 1991, 1992